# Harry Clarke
Henry Patrick Clarke (Dublin, 17 de março de 1889 — Coira, 6 de janeiro de 1931) foi um artista irlandês de vitrais e ilustrador de livros. Nascido em Dublin, ele foi uma figura importante no Movimento Irlandês de Artes e Ofícios. Seu trabalho foi influenciado pelos movimentos Art Nouveau e Art Deco. Seus vitrais foram particularmente informados pelo movimento simbolista francês.

## Galeria

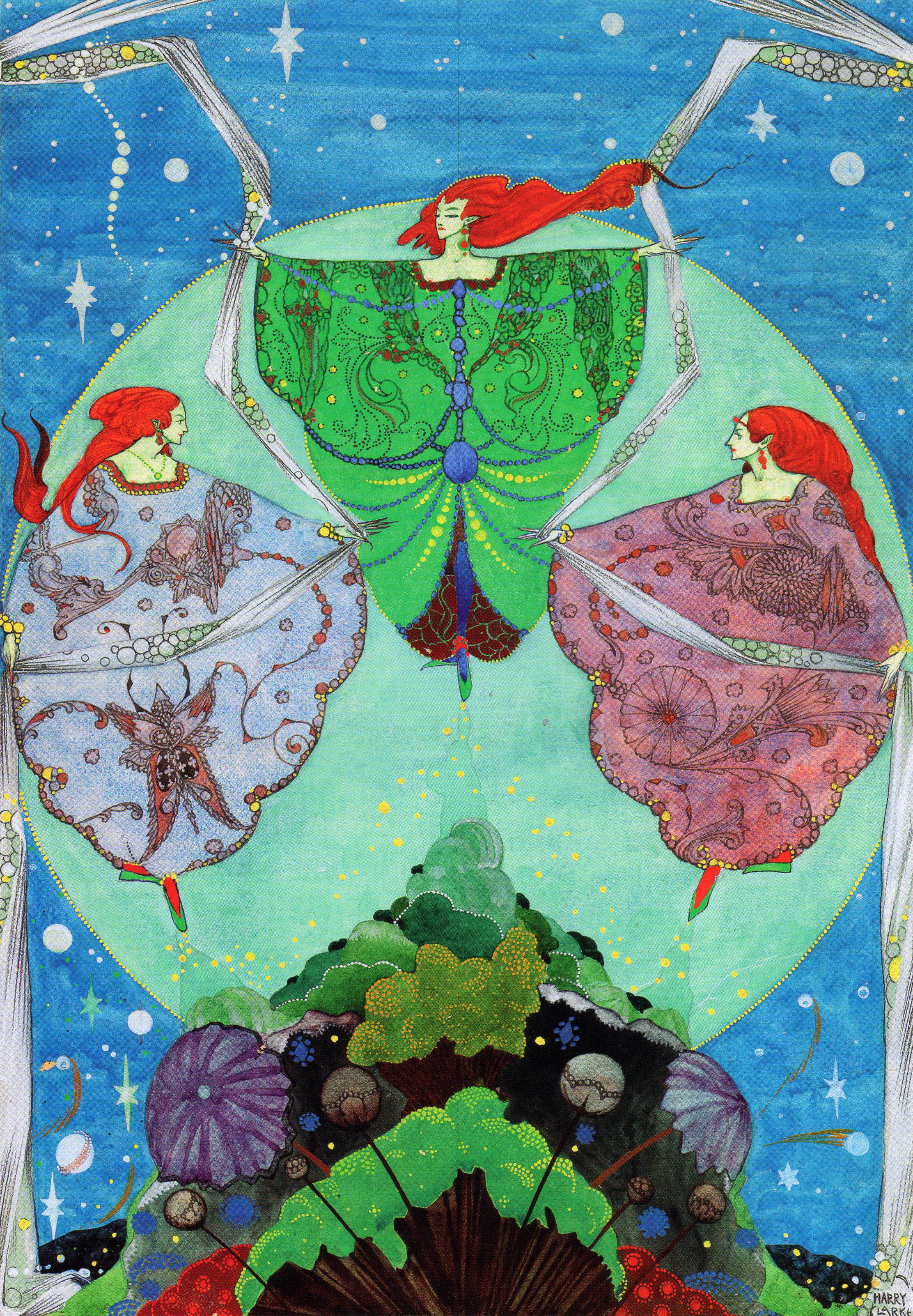
Uma das ilustrações para um livro de contos de fadas de Hans Christian Andersen, 1916.
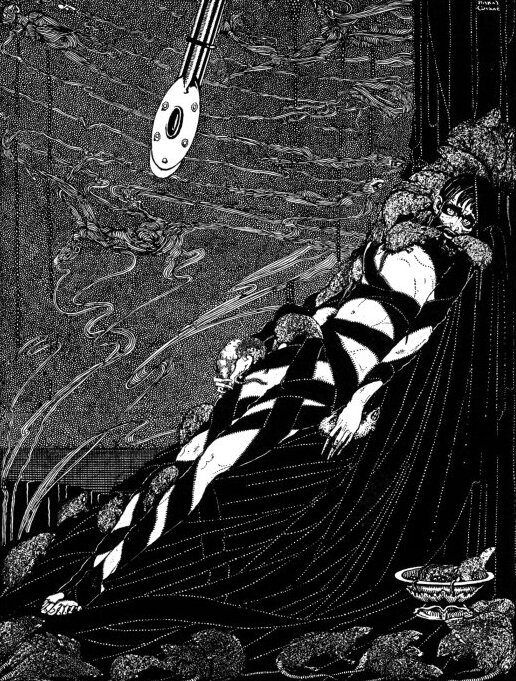
Ilustração para o conto "O Poço e o Pêndulo" de Edgar Allan Poe.

## Publicações

### Como ilustrador
- Poe, E. A. - Tales of Mystery and Imagination, George Harrap, Londres, 1919
- Walters, L. - The Year's at the Spring, George Harrap, Londres, 1920 The Year's at the Spring via HathiTrust
- Perrault, C. - The Fairy Tales of Charles Perrault, George Harrap, Londres, 1922
- _____ Ireland's Memorial Records 1914-1918, Maunsel and Roberts, Dublin, 1923
- _____ Jameson The Origin of John Jameson Whiskey, Jameson 1924
- ____ The Elixir of Life Jameson 1925
- Goethe, J. W. von - Faust, George Harrap, Londres, 1925
- Swinburne, A. C. - Selected Poems of Charles Swinburne, John Lane, Londres, 1928